# Leken
Leken är en sjö strax norr om E18 ca 3 mil väster om Örebro i Karlskoga kommun och Lekebergs kommun i Närke och ingår i Norrströms huvudavrinningsområde. Sjön är 8 meter djup, har en yta på 1,11 kvadratkilometer och befinner sig 156 meter över havet. Sjön avvattnas av vattendraget Lekhytteån. Vid provfiske har abborre, gädda och mört fångats i sjön.
Sjön är ca 3 km lång och 500 meter bred. Längs norra strandlinjen finns en mycket populär allmän badplats. Annars domineras omgivningarna av fritidshus för främst örebroare. Sjöns utlopp är Lekhytteån som mynnar i Garphytteån strax innan den når Svartån. Fiskbeståndet är huvudsak gädda, abborre och mört, men det finns ett bestånd av sutare och lake också. Tidigare fanns det ett rikt bestånd av kräftor.

## Delavrinningsområde
Leken ingår i delavrinningsområde (657403-144216) som SMHI kallar för Utloppet av Leken. Medelhöjden är 194 meter över havet och ytan är 16,64 kvadratkilometer. Det finns inga avrinningsområden uppströms utan avrinningsområdet är högsta punkten. Lekhytteån som avvattnar avrinningsområdet har biflödesordning 3, vilket innebär att vattnet flödar genom totalt 3 vattendrag innan det når havet efter 248 kilometer. Avrinningsområdet består mestadels av skog (86 procent). Avrinningsområdet har 1,11 kvadratkilometer vattenytor vilket ger det en sjöprocent på 6,7 procent.